# Corebo (héroe)
Corebo el héroe (Griego antiguo: Κόροιβος ο ήρωας) fue el fundador de la antigua ciudad de Tripodisco en Megara.

## El mito
Según la tradición, la princesa Psámate, hija de Crótopo, rey de Argos, dio a luz a un hijo ilegítimo del dios Apolo, a quien abandonó por temor a la ira de su padre. Pero los perros del templo lo encontraron y devoraron al bebé. Entonces Apolo se enfadó mucho y envió a Pena, un monstruo, para castigar a Argos arrebatando los niños a sus madres. Aquí apareció Corebo, que logró matar al monstruo y liberar a los argivos. Pero Apolo, todavía cegado por la ira por la muerte de su hijo, les envió una terrible plaga, hasta que Corebo se vio obligado a ir a Delfos para ser purificado por Apolo. Pitia le dijo que bebiera del trípode sagrado y se fuera. Donde sea que este vaso sagrado cayera de sus manos, le dijo que construyera un templo de Apolo y se quedara allí. Su trípode se le cayó de las manos en las montañas de Gerania y allí Corebo fundó el asentamiento homónimo, "Tripodisco".
En el mercado de Megara estaba la "Tumba de Corebo", con una representación escultórica del héroe matando al Castigo. En opinión de Pausanias esta estatua era una de las obras más antiguas de la escultura griega.
El mito del héroe Corebo fue elaborado por Calímaco en su primer libro de "Causas".